# Шеїн Олексій Георгійович
Олексій Георгійович Шеїн (біл. Аляксей Георгіевіч Шэін, 13 липня 1976, Мінськ) — білоруський письменник-фантаст, журналіст, громадський діяч і християнський протестантський проповідник.

## Біографія
Олексій Шеїн народився в Мінську. Він закінчив школу з мистецьким ухилом у Гродні, а пізніше ліцей Білоруського державного університету, після якого закінчив філологічний факультет БДУ. після завершення навчання в університеті навчався у магістратурі Європейського гуманітарного університету у Вільнюсі. Після завершення навчання Олексій Шеїн співробітничав із низкою періодичних видань, ще раніше став членом та одним із керівників молодіжної організації Білоруського народного фронту. За кілька років у зв'язку з деякими ідеологічними розбіжностями він відійшов від БНФ, на президентських виборах 2006 року був прес-секретарем кандидата в президенти Олександра Мілінкевича. Олексій Шеїн був одним із співзасновників та керівників Білоруської християнської демократії з 2007 року веде безкоштовні курси білоруської мови «Моваведа». Одночасно Шеїн розпочав займатися літературною діяльністю, та став засновником книжкової серії «Добрая книга». У 2014 році він став лауреатом білоруської літературної премії «Екслібріс». У 2015 році Олексій Шеїн опублікував свій дебютний роман у стилі фентезі для дітей і підлітків «Сім каменів», за який у 2017 році отримав премію Єврокону як найкращий дебютант. Також Олексій Шеїн відомий як протестантський проповідник, є членом мінської євангельської церкви «Іоанн Предтеча».

## Переклади
Роман «Сім каменів» перекладений чеською мовою. Готується переклад книги українською мовою.